# Ginástica rítmica nos Jogos Olímpicos de Verão de 2008 - Grupos
A competição de grupos da ginástica rítmica nos Jogos Olímpicos de Verão de 2008 foi realizada no Ginásio da Universidade de Tecnologia de Pequim, entre 21 e 24 de agosto de 2008.

## Calendário
| Agosto  | 6 | 7 | 8 | 9 | 10 | 11 | 12 | 13 | 14 | 15 | 16 | 17 | 18 | 19 | 20 | 21 | 22 | 23 | 24 |
| ------- | - | - | - | - | -- | -- | -- | -- | -- | -- | -- | -- | -- | -- | -- | -- | -- | -- | -- |
| Equipes |   |   |   |   |    |    |    |    |    |    |    |    |    |    |    | Q  | Q  |    | F  |

|  | Dia de competição |  | Dia de final |

## Medalhistas
|  | RUS Rússia                                                                                          |  | CHN China                                                           |  | BLR Bielorrússia                                                                                          |
|  | Margarita Aliychuk Anna Gavrilenko Tatiana Gorbunova Elena Posevina Daria Shkurikhina Natalia Zueva |  | Cai Tongtong Tao Chou Lu Yuanyang Sui Jianshuang Sun Dan Zhang Shuo |  | Olesya Babushkina Anastasia Ivankova Zinaida Lunina Glafira Martinovich Ksenia Sankovich Alina Tumilovich |

## Resultados

### Qualificatória
Das 12 equipes qualificadas para os Jogos, apenas oito passaram para a fase final. Esses foram os resultados de cada rotação da etapa qualificatória:
| Pos. | Equipe           | 1ª rotação | 1ª rotação | 2ª rotação        | 2ª rotação        | Total  |
| Pos. | Equipe           | 5 cordas   | 5 cordas   | 3 arcos e 2 maças | 3 arcos e 2 maças | Total  |
| Pos. | Equipe           | Pontos     | Pos.       | Pontos            | Pos.              | Total  |
| ---- | ---------------- | ---------- | ---------- | ----------------- | ----------------- | ------ |
| 1    | BLR Bielorrússia | 17,525     | 1          | 17,425            | 2                 | 34,950 |
| 2    | RUS Rússia       | 17,000     | 4          | 17,700            | 1                 | 34,700 |
| 3    | CHN China        | 17,300     | 2          | 17,225            | 4                 | 34,525 |
| 4    | ITA Itália       | 17,150     | 3          | 17,375            | 3                 | 34,525 |
| 5    | BUL Bulgária     | 16,825     | 5          | 16,875            | 5                 | 33,700 |
| 6    | UKR Ucrânia      | 15,800     | 6          | 15,825            | 8                 | 31,625 |
| 7    | ISR Israel       | 15,300     | 11         | 16,225            | 6                 | 31,525 |
| 8    | AZE Azerbaijão   | 15,575     | 8          | 15,875            | 7                 | 31,450 |
| 9    | GRE Grécia       | 15,400     | 10         | 15,600            | 9                 | 31,000 |
| 10   | JPN Japão        | 15,425     | 9          | 15,425            | 10                | 30,850 |
| 11   | ESP Espanha      | 15,725     | 7          | 14,375            | 11                | 30,100 |
| 12   | BRA Brasil       | 14,900     | 12         | 14,225            | 12                | 29,125 |

### Final
Esses foram os resultados de cada rotação da etapa final:
| Pos.              | Equipe           | 1ª rotação | 1ª rotação | 2ª rotação        | 2ª rotação        | Total  |
| Pos.              | Equipe           | 5 cordas   | 5 cordas   | 3 arcos e 2 maças | 3 arcos e 2 maças | Total  |
| Pos.              | Equipe           | Pontos     | Pos.       | Pontos            | Pos.              | Total  |
| ----------------- | ---------------- | ---------- | ---------- | ----------------- | ----------------- | ------ |
| Medalha de ouro   | RUS Rússia       | 17,750     | 1          | 17,800            | 1                 | 35,550 |
| Medalha de prata  | CHN China        | 17,575     | 3          | 17,650            | 2                 | 35,225 |
| Medalha de bronze | BLR Bielorrússia | 17,625     | 2          | 17,275            | 4                 | 34,900 |
| 4                 | ITA Itália       | 17,000     | 4          | 17,425            | 3                 | 34,425 |
| 5                 | BUL Bulgária     | 16,750     | 5          | 16,800            | 5                 | 33,550 |
| 6                 | ISR Israel       | 16,050     | 7          | 16,050            | 6                 | 32,100 |
| 7                 | AZE Azerbaijão   | 16,075     | 6          | 15,500            | 7                 | 31,575 |
| 8                 | UKR Ucrânia      | 15,975     | 8          | 15,125            | 8                 | 31,100 |